# Oleria fasciata
Oleria fasciata är en fjärilsart som beskrevs av Richard Haensch 1903. Oleria fasciata ingår i släktet Oleria och familjen praktfjärilar. Inga underarter finns listade i Catalogue of Life.